# Bauhinia porphyrotricha
Bauhinia porphyrotricha är en ärtväxtart som beskrevs av Hermann August Theodor Harms. Bauhinia porphyrotricha ingår i släktet Bauhinia och familjen ärtväxter.

## Underarter
Arten delas in i följande underarter:
- B. p. killipiana
- B. p. porphyrotricha
- B. p. smithiana